# Comuna Câmpineanca, Vrancea
Câmpineanca este o comună în județul Vrancea, Muntenia, România, formată din satele Câmpineanca (reședința), Pietroasa și Vâlcele.

## Așezare
Comuna se află în zona estică a județului, la vest de orașul Focșani, pe malurile râului Milcov. Este traversată de șoseaua județeană DJ205S, care o leagă spre est de Focșani și spre nord-vest de Vârteșcoiu.

## Demografie
Componența etnică a comunei Câmpineanca
     Români (93,47%)
     Alte etnii (6,53%)
Componența confesională a comunei Câmpineanca
     Ortodocși (91,97%)
     Alte religii (1,09%)
     Necunoscută (6,94%)

Conform recensământului efectuat în 2021, populația comunei Câmpineanca se ridică la 4.595 de locuitori, în creștere față de recensământul anterior din 2011, când fuseseră înregistrați 3.501 locuitori. Majoritatea locuitorilor sunt români (93,47%). Din punct de vedere confesional, majoritatea locuitorilor sunt ortodocși (91,97%), iar pentru 6,94% nu se cunoaște apartenența confesională.

## Politică și administrație
Comuna Câmpineanca este administrată de un primar și un consiliu local compus din 13 consilieri. Primarul, Tudorel Ivan[*], de la Partidul Social Democrat, este în funcție din 2016. Începând cu alegerile locale din 2024, consiliul local are următoarea componență pe partide politice:
|  | Partid                          | Consilieri | Componența Consiliului | Componența Consiliului | Componența Consiliului | Componența Consiliului | Componența Consiliului | Componența Consiliului | Componența Consiliului |
|  | ------------------------------- | ---------- | ---------------------- | ---------------------- | ---------------------- | ---------------------- | ---------------------- | ---------------------- | ---------------------- |
|  | Partidul Social Democrat        | 7          |                        |                        |                        |                        |                        |                        |                        |
|  | Partidul Național Liberal       | 3          |                        |                        |                        |                        |                        |                        |                        |
|  | Alianța Dreapta Unită           | 2          |                        |                        |                        |                        |                        |                        |                        |
|  | Alianța pentru Unirea Românilor | 1          |                        |                        |                        |                        |                        |                        |                        |

## Istorie
La sfârșitul secolului al XIX-lea, comuna făcea parte din plasa Orașul a județului Râmnicu Sărat și era formată din satele Pântecești (reședința), Vâlcelele, Paraschiveni și Slobozia, cu o populație de 1111 locuitori. În comună funcționau două biserici (una datând din 1835 și alta din 1843) și o școală de băieți cu 20 de elevi.
Anuarul Socec din 1925 consemnează transferul comunei la județul Putna, în cadrul căruia a fost inclusă în plasa Gârlele. Ea avea în compunere satele Câmpineanca-Slobozia (devenit reședință), Paraschiveni, Pânticești și Vâlcelele. A căpătat în 1931 statut de comună suburbană a comunei urbane Focșani.
În septembrie 1950, odată cu noua organizare administrativ-teritorială a țării după model sovietic, a fost inclusă în orașul Focșani, regiunea Putna, care la rândul său a fost reședința regiunii Putna.
În anul 1952, regiunea Putna se desființează, astfel, satul a fost inclus în regiunea Bârlad.
În anul 1958 se desființează și regiunea Bârlad,  satul trecând, după 1956, în regiunea Galați.
În 1968, cu ultima organizare administrativ-teritorială, Focșaniul a căpătat statut de municipiu și a devenit reședința județului Vrancea, comuna Câmpineanca rămânând comună suburbană. În acel moment, comuna avea deja multe sate, dintre care mai multe —Florești, Gugești, Paraschiveni, Slobozia-Câmpineanca și Slobozia-Vidrăscu — au fost comasate pentru a forma satul Câmpineanca, devenit reședința comunei. În 1989, s-a renunțat la conceptul de comună suburbană, iar comuna Câmpineanca a fost subordonată direct județului Vrancea.

## Monumente istorice
Trei obiectice din comuna Câmpineanca au fost incluse în lista monumentelor istorice din județul Vrancea ca monumente de interes local. Biserica Sfinții Voievozi din satul Câmpineanca (anterior aflată în satul desființat Florești), datând din secolul al XVII-lea, este clasificată ca monument de arhitectură. Pe listă mai figurează ca monumente memoriale sau funerare două monumente ridicate în memoria victimelor Primului Război Mondial, unul aflat la primărie și altul la grădiniță, ambele în satul Câmpineanca.

## Personalități
- Anibal Teodorescu (1881–1971), jurist, membru corespondent al Academiei Române.
- Marcel Uluitu (1933-2010), medic, membru titular al Academiei de Științe Medicale din România, din 1996 (specialitatea fiziologie). Membru al Academiei Oamenilor de Știință (1985); Membru al Cenaclului literar al Academiei Române.
- Distins cu Premiul „Victor Babeș” al Academiei Române (1980).
- Profesor universitar de fiziologie la Universitățile „Athenaeum” și „Spiru Haret” (din 1990), cu manuale pentru uz didactic:
- 1. Fiziologia renală (1992); 2.Fiziologia sistemului endocrin (1997); 3. Manual de fiziologie (1997);
- Profesor universitar de fiziologie la Universitățile „Athenaeum” și „Spiru Haret” (din 1990), cu manuale pentru uz didac:
- 1. Fiziologia renală (1992); 2.Fiziologia sistemului endocrin (1997); 3. Manual de fiziologie (1997);
- Fiu al lui Gheorghe și Costina Uluitu. A urmat școala primară din localitatea natală (1940 - 1944), apoi studii liceale la Colegiul Național „Unirea” din Focșani (1944 - 1951). A absolvit Facultatea de Medicină Generală din cadrul Universității de Medicină și Farmacie din Cluj-Napoca, promoția 1958.

Titluri științifice:
- Doctor în științe medicale - Institutul de Fiziologie Normală și Patologică „Daniel Danielopolu” (1968);
- Doctor docent - UMF Iași (1974).